# Лысенко, Владимир Антонович
Владимир Антонович Лысенко (род. 2 января 1926, город Прилуки, теперь Черниговской области) — советский партийный деятель, 2-й секретарь Сумского обкома КПУ. Депутат Верховного Совета УССР 8-9-го созывов. Член Ревизионной Комиссии КПУ в 1971 — 1976 г.

## Биография
Родился в семье железнодорожника. В 1941 году окончил семь классов школы в городе Брянске и был эвакуирован с родителями в город Красноярск РСФСР.
С 1941 г. — учащийся Красноярского техникума железнодорожного транспорта. В 1943 году переехал в город Конотоп Сумской области, где продолжил обучение в техникуме железнодорожного транспорта. В 1946 году с отличием окончил Конотопский техникум железнодорожного транспорта.
В 1946 — 1947 г. — 1-й секретарь Конотопского городского комитета ЛКСМУ Сумской области.
Член ВКП(б) с 1947 года.
В 1947 — 1952 г. — студент металлургического факультета Киевского политехнического института, секретарь комитета комсомола института.
В 1952 — 1954 г. — секретарь Киевского городского комитета ЛКСМУ.
В 1954 — 1958 г. — секретарь, 1-й секретарь Черкасского областного комитета ЛКСМУ.
В 1958 — 1963 г. — заведующий промышленно-транспортного отдела Черкасского областного комитета КПУ.
В 1963 — 1967 г. — 1-й секретарь Черкасского городского комитета КПУ.
В 1967 — 1969 г. — заместитель председателя Государственного комитета Совета Министров УССР по охране природы.
В 1969 — 1970 г. — инспектор ЦК КПУ.
В 1970 — 1978 г. — 2-й секретарь Сумского областного комитета КПУ.
В 1978 — 1986 г. — заместитель министра промышленного строительства Украинской ССР.
С 1986 г. — доцент Института повышения квалификации строителей.
В 1991 — 1996 г. — руководитель представительства завода «Красный металлист», в 1996 — 2001 г. — директор дочернего предприятия Конотопского завода «Мотордеталь».
Исполнительный директор, 1-й заместитель председателя Сумского землячества в Киеве.
Потом — на пенсии в Киеве.

## Награды
- 4 ордена
- медали
- лауреат премии Совета Министров СССР